# Landkreis Birkenfeld
Der Landkreis Birkenfeld ist eine Gebietskörperschaft in Rheinland-Pfalz. Sitz der Kreisverwaltung ist die Stadt Birkenfeld. Die bevölkerungsreichste Kommune ist die verbandsfreie Stadt Idar-Oberstein, in der die meisten öffentlichen Einrichtungen ihren Sitz haben, wie das Amtsgericht, das Finanzamt, das Gesundheitsamt, das Jobcenter und die Kreissparkasse. Seit 2015 trägt die Körperschaft den Titel Nationalparklandkreis.

## Geographie

### Lage
Die Nahe fließt von Westen nach Osten durch den südlichen Teil des Kreises Birkenfeld. Die Gegend nördlich des Flusses wird vom Mittelgebirge Hunsrück bestimmt, dessen höchster Punkt der Erbeskopf mit 816 m ü. NHN ist. Im südlichen Kreisgebiet, Westrich, liegt der Truppenübungsplatz Baumholder, bei dessen Anlegung 14 Gemeinden mit etwa 4000 Einwohnern umgesiedelt werden mussten.

### Nachbarkreise
Der Landkreis grenzt im Uhrzeigersinn im Westen beginnend an die Landkreise Trier-Saarburg, Bernkastel-Wittlich, Rhein-Hunsrück-Kreis, Bad Kreuznach und Kusel (alle in Rheinland-Pfalz). Im Süden grenzt er an den Landkreis St. Wendel (im Saarland).

## Geschichte

Das ehemalige Fürstentum Birkenfeld

Geschichtlich gesehen ist die Nahe Grenzlinie zwischen zwei Regionen: Birkenfeld nördlich der Nahe und Lichtenberg südlich des Flusses. Die Region gehörte bis Ende des 18. Jahrhunderts zu verschiedenen Herrschaften, dann zu Frankreich. Nach dem Wiener Kongress 1815 wurde aus den Bürgermeistereien links der Nahe ein Fürstentum Birkenfeld gebildet, das zum Großherzogtum Oldenburg gehörte; Lichtenberg hingegen zum Herzogtum Sachsen-Coburg-Saalfeld, ab 1826 Sachsen-Coburg-Gotha. Beide Staaten hatten somit eine Exklave westlich des Rheins. 1834 wurde dieses Fürstentum Lichtenberg an Preußen verkauft, das das Gebiet zum Kreis Sankt Wendel machte. Das mit dem Ende der Monarchie und dem Rücktritt des Oldenburger Großherzogs formal aufgelöste Fürstentum Birkenfeld blieb zunächst ein Landesteil des nunmehrigen Freistaats Oldenburg.
Nach dem Ersten Weltkrieg wurde der südliche Teil des Kreises Sankt Wendel dem Saargebiet zugeschlagen, der bei Preußen verbleibende Teil hieß fortan Restkreis Sankt Wendel-Baumholder. Im Rahmen des Groß-Hamburg-Gesetzes ging am 1. April 1937 der oldenburgische Landesteil Birkenfeld auf das Land Preußen über, das ihn unter dem Namen „Landkreis Birkenfeld“ in den Regierungsbezirk Koblenz der Rheinprovinz angliederte und mit dem Restkreis Sankt Wendel-Baumholder vereinigte.
Am 18. Juli 1946 wurden von der französischen Militärregierung die Gemeinden Bosen, Eckelhausen, Eisen, Eiweiler, Gehweiler, Gonnesweiler, Grügelborn, Hirstein, Leitersweiler, Mosberg-Richweiler, Neunkirchen, Reitscheid, Schwarzenbach, Selbach, Sötern, Steinberg-Deckenhardt, Türkismühle und Walhausen aus dem Landkreis Birkenfeld in den saarländischen Landkreis St. Wendel umgegliedert. Am 7. Juni 1947 wurden auch noch die Gemeinden Asweiler-Eitzweiler, Freisen, Haupersweiler, Nohfelden, Oberkirchen, Schwarzerden und Wolfersweiler aus dem Landkreis Birkenfeld in den Landkreis St. Wendel umgegliedert.
Am 7. Juni 1969 trat der Landkreis Birkenfeld die Gemeinden Pfeffelbach, Reichweiler, Ruthweiler, Thallichtenberg, Buborn, Deimberg, Grumbach, Hausweiler, Herren-Sulzbach, Homberg, Kappeln, Kirrweiler, Langweiler, Merzweiler, Niederalben, Niedereisenbach, Offenbach am Glan, Unterjeckenbach und Wiesweiler an den Landkreis Kusel sowie die Gemeinde Kirnsulzbach an den Landkreis Bad Kreuznach ab. Gleichzeitig erhielt er die Gemeinden Allenbach, Asbach, Bollenbach, Bruchweiler, Gösenroth, Hausen, Hellertshausen, Horbruch, Hottenbach, Kempfeld, Krummenau, Oberkirn, Rhaunen, Schauren, Schwerbach, Sensweiler, Stipshausen, Sulzbach, Weitersbach und Wirschweiler-Langweiler des aufgelösten Landkreises Bernkastel und die Gemeinde Börfink-Muhl des aufgelösten Landkreises Trier. Letztere gab am 7. November 1970 den Ortsteil Muhl an die Gemeinde Neuhütten im Landkreis Trier-Saarburg ab.
1994 wurden durch das rheinland-pfälzische „Landesgesetz über die Auflösung des Gutsbezirks Baumholder und seine kommunale Neugliederung“ vom 2. Nov. 1993 (GVBl. S. 518) Teile des Truppenübungsplatzes Baumholder, darunter die ehemaligen Gemarkungen Ilgesheim und Oberjeckenbach, aus dem Landkreis Birkenfeld in den Landkreis Kusel umgegliedert.

### Einwohnerstatistik

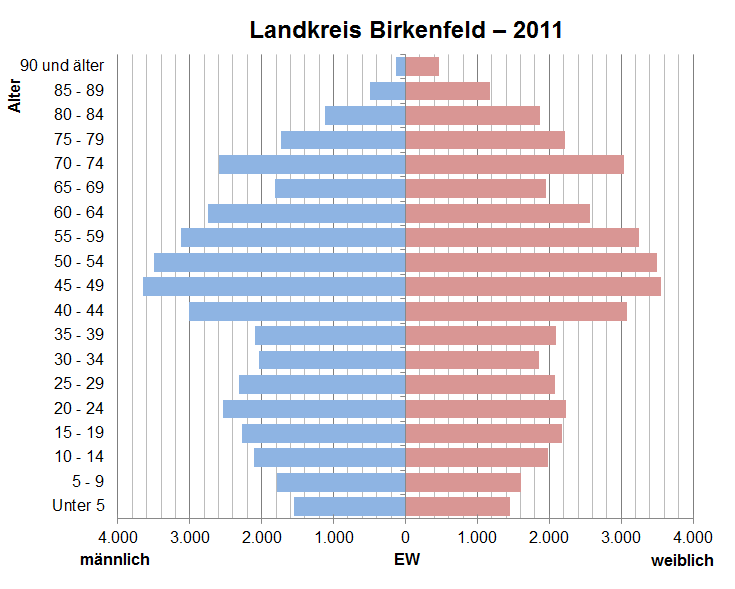
Bevölkerungspyramide für den Kreis Birkenfeld (Datenquelle: Zensus 2011)

| Jahr | Einwohner |
| ---- | --------- |
| 1939 | 90.397    |
| 1950 | 77.633    |
| 1960 | 93.000    |
| 1970 | 93.600    |
| 1980 | 87.300    |

| Jahr | Einwohner |
| ---- | --------- |
| 1990 | 86.900    |
| 2000 | 90.300    |
| 2010 | 83.243    |
| 2016 | 80.799    |
| 2022 | 81.760    |

### Konfessionsstatistik
Am 9. Mai 2011 lag der Anteil der evangelischen Bürger bei 55,7 %  der katholischen bei 22,5 % und der Sonstigen bei 21,8 % Der Anteil der evangelischen und katholischen Kirchenmitglieder an der Gesamtbevölkerung ist seitdem gesunken, der Anteil der Einwohner mit sonstiger oder ohne Konfession nimmt jährlich um etwa 1 Prozentpunkt zu. Ende Juli 2025 hatten 41,2 % der Einwohner die evangelische Konfession und 17,8 % die katholische. 41,0 % gehörten entweder einer anderen Glaubensgemeinschaft an, waren konfessionslos oder hatten keine Angaben gemacht.

## Politik

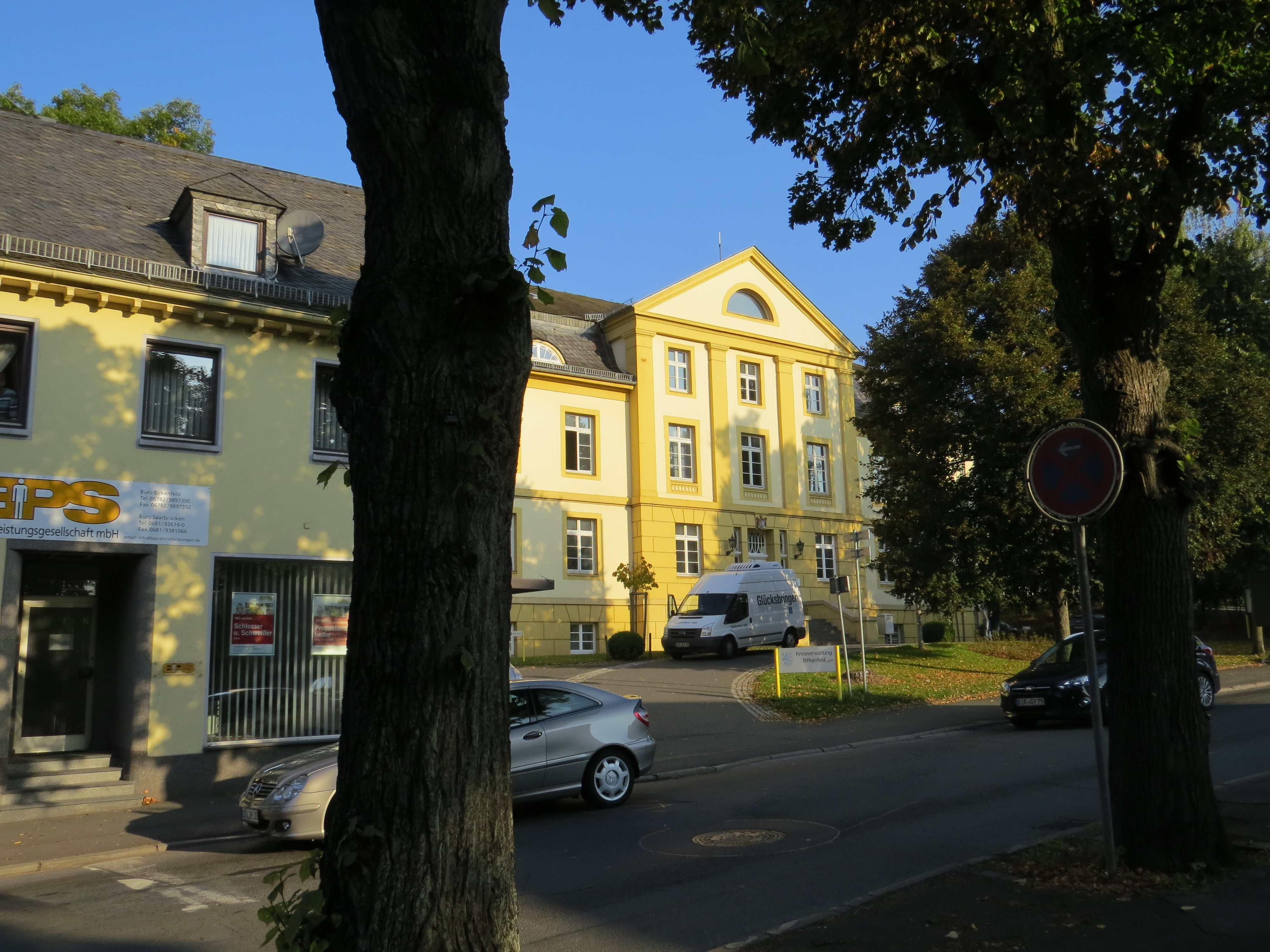
Kreisverwaltung Birkenfeld

### Landräte
- Herbert Wild, NSDAP (1937 bis 1945)
- Valentin Eibes, NSDAP (1945, vom 12. bis 17. März)
- Karl Nieten (1945 bis 1946)
- Jakob Heep, SPD (1946 bis 1956)
- Walter Beyer, SPD (1957 bis 1982)
- Ernst Theilen, SPD (1982 bis 1994)
- Wolfgang Hey, SPD (1995 bis 2003)
- Axel Redmer, SPD (2003 bis 2011)
- Matthias Schneider, CDU (2011 bis 2023)
- Bruno Zimmer, SPD (2023) kommissarisch
- Miroslaw Kowalski, CDU (seit 2023)

Matthias Schneider wurde bei der Direktwahl am 26. August 2018 mit einem Stimmenanteil von 59,25 % ursprünglich für weitere acht Jahre in seinem Amt bestätigt. Aus gesundheitlichen Gründen wurde er jedoch zum 30. Juni 2023 vorzeitig in den Ruhestand versetzt. Da bei der Neuwahl am 24. September 2023 keine der acht Bewerbungen um die Nachfolge eine ausreichende Mehrheit erreichte, fand am 15. Oktober eine Stichwahl statt, bei der sich Miroslaw Kowalski (CDU) mit einem Stimmenanteil von 51,0 % gegen Caroline Pehlke (parteilos, nominiert von der SPD) durchsetzen konnte. Seit dem 16. November 2023 ist Kowalski offiziell im Amt.

### Kreistag
Der Kreistag des Landkreises Birkenfeld besteht aus 42 gewählten Mitgliedern und dem Landrat als Vorsitzendem. Nach der letzten Kreistagswahl am 9. Juni 2024 ergibt sich folgende Sitzverteilung:
| Parteien und Wählergemeinschaften | Parteien und Wählergemeinschaften                         | % 2024 | Sitze 2024 | % 2019 | Sitze 2019 | % 2014 | Sitze 2014 | % 2009 | Sitze 2009 | % 2004 | Sitze 2004 |
| CDU                               | Christlich Demokratische Union Deutschlands               | 27,4   | 12         | 30,3   | 12         | 34,6   | 14         | 30,5   | 13         | 41,8   | 18         |
| SPD                               | Sozialdemokratische Partei Deutschlands                   | 26,0   | 11         | 29,9   | 12         | 35,9   | 15         | 37,1   | 16         | 37,3   | 16         |
| AfD                               | Alternative für Deutschland                               | 17,1   | 7          | –      | –          | 1,7    | 1          | –      | –          | –      | –          |
| FW                                | Freie Wähler (zuvor: Freie Liste Kreis Birkenfeld (FLKB)) | 12,5   | 5          | 9,2    | 4          | 6,6    | 3          | 8,6    | 3          | 4,8    | 2          |
| GRÜNE                             | Bündnis 90/Die Grünen                                     | 5,7    | 2          | 10,9   | 5          | 5,0    | 2          | –      | –          | –      | –          |
| FDP                               | Freie Demokratische Partei                                | 4,9    | 2          | 9,1    | 4          | 6,3    | 3          | 13,8   | 6          | 9,3    | 4          |
| LUB                               | Liste Unabhängiger Bürger/innen Kreisverband Birkenfeld   | 3,0    | 1          | 6,3    | 3          | 5,2    | 2          | 4,3    | 2          | 4,2    | 2          |
| LINKE                             | Die Linke                                                 | 2,1    | 1          | 4,3    | 2          | 4,6    | 2          | 5,7    | 2          | –      | –          |
| WGW                               | Wählergruppe Worst                                        | 1,3    | 1          | –      | –          | –      | –          | –      | –          | –      | –          |
| Andere                            | Andere                                                    | –      | –          | –      | –          | –      | –          | –      | –          | 2,5    | 0          |
| Gesamt                            | Gesamt                                                    | 100,0  | 42         | 100,0  | 42         | 100,0  | 42         | 100,0  | 42         | 100,0  | 42         |
| Wahlbeteiligung in %              | Wahlbeteiligung in %                                      | 60,0   | 60,0       | 56,8   | 56,8       | 52,8   | 52,8       | 50,5   | 50,5       | 53,6   | 53,6       |

### Wappen und Flagge

Hissflagge

Der Landkreis Birkenfeld führt ein Wappen und eine Flagge.
| Wappen des Landkreises Birkenfeld | Blasonierung: „Geschacht von Rot und Silber; belegt mit einem rot gezungten, golden gekrönten und golden bewehrten blauen Löwen.“ |
| Wappen des Landkreises Birkenfeld | Wappenbegründung: Das Schachmuster verweist auf die Hintere Grafschaft Sponheim, der Löwe auf die Grafschaft Veldenz. Das Wappen des Landkreises enthält ausschließlich Elemente der mittelalterlichen Territorialstruktur, wobei Insignien der wild- und rheingräflichen Herrschaft fehlen. Auch fehlt jeder Hinweis auf die über 150-jährige Zugehörigkeit des überwiegenden Teiles des Landkreises zu Oldenburg in der Neuzeit. Das Wappen wurde per 28. Juli 1949 verliehen. |

## Wirtschaft und Verkehr
Im Zukunftsatlas 2022 belegte der Landkreis Birkenfeld Platz 346 von 400 Landkreisen und kreisfreien Städten in Deutschland und zählt damit zu den Landkreisen mit „Zukunftsrisiken“.

### Verkehr
Den Süden des Kreisgebiets berührt die Bundesautobahn 62. Mehrere Bundes-, Landes- und Kreisstraßen durchziehen das Kreisgebiet, darunter die B 41 und die B 422.

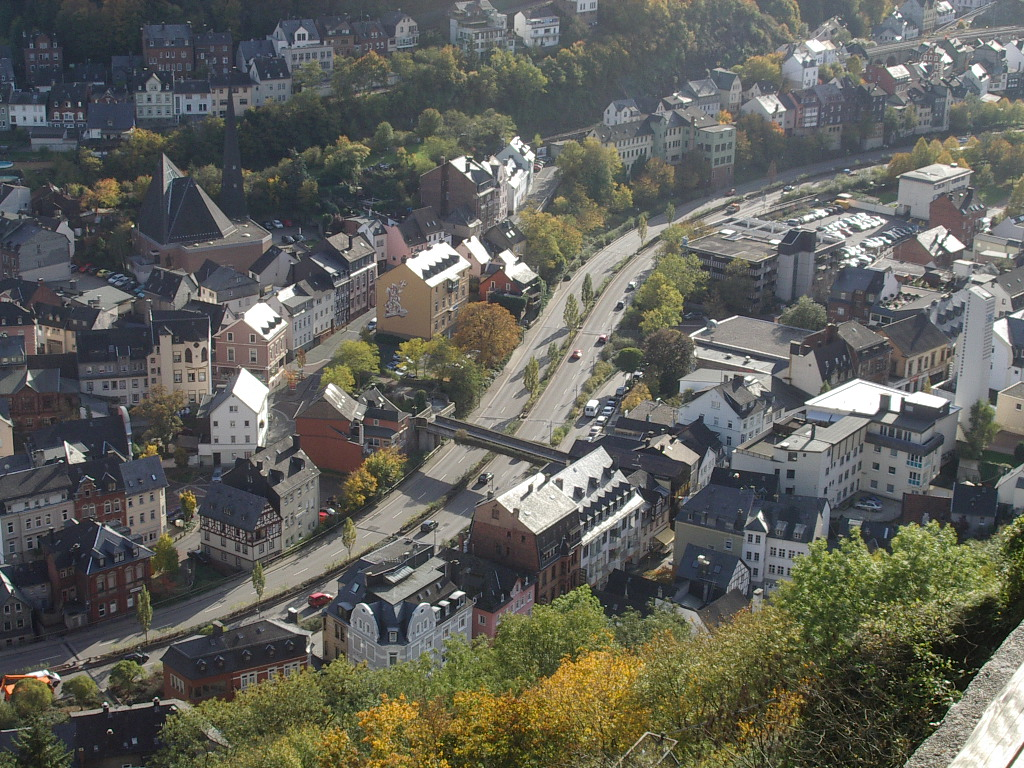
Vierspurige Bundesstraße 41 in Idar-Oberstein

Im Nahetal eröffnete die Rhein-Nahe Eisenbahn-Gesellschaft im Jahre 1859 eine Bahnlinie von Bad Kreuznach bis Idar-Oberstein, die im folgenden Jahr in Richtung Saarbrücken weitergeführt worden ist. Den Anschluss zur Kreisstadt stellte 1880 die Birkenfelder Lokalbahn GmbH von der Station Neubrücke aus her. Ein Bahnanschluss (Stichbahn/Stichstrecke) von Heimbach (Bahnstation: Nahe und außerhalb der eigentlichen Ortsgemeinde Heimbach) nach Baumholder mit seinem Truppenübungsplatz wurde 1912 von der Preußischen Staatsbahn erbaut. Auf beiden Strecken ist der Personenverkehr 1962 (Birkenfelder Lokalbahn) bzw. 1981 (der Bahnanschluss nach Baumholder) eingestellt worden. Die Strecke nach Baumholder wurde im Jahr 2014 reaktiviert.
Durch die Gemarkung Horbruch verläuft die Hunsrückquerbahn, welche wegen hohen Investitionsbedarfs bis auf weiteres nicht betrieben werden kann.
Die Verbandsgemeinde Herrstein-Rhaunen liegt in der Nähe des Flughafens Frankfurt-Hahn.
Mit einem neuen Busnetz verdreifacht sich ab August 2022 das Verkehrsangebot des ÖPNV im Landkreis Birkenfeld auf 5,4 Millionen Bus-Kilometer pro Jahr.

## Städte und Gemeinden
(Einwohner am 31. Dezember 2024)
Verbandsfreie Stadt:
- Idar-Oberstein, Große kreisangehörige Stadt (30.170)

Verbandsgemeinden mit ihren verbandsangehörigen Gemeinden:
(Sitz der Verbandsgemeinde *)
- 1. Verbandsgemeinde Baumholder

1. Baumholder, Stadt * (4265)
2. Berglangenbach (465)
3. Berschweiler bei Baumholder (540)
4. Eckersweiler (176)
5. Fohren-Linden (308)
6. Frauenberg (357)
7. Hahnweiler (178)
8. Heimbach (1029)
9. Leitzweiler (107)
10. Mettweiler (233)
11. Reichenbach (510)
12. Rohrbach (169)
13. Rückweiler (375)
14. Ruschberg (794)

- 2. Verbandsgemeinde Birkenfeld

1. Abentheuer (427)
2. Achtelsbach (377)
3. Birkenfeld, Stadt * (7062)
4. Börfink (167)
5. Brücken (1260)
6. Buhlenberg (471)
7. Dambach (151)
8. Dienstweiler (339)
9. Elchweiler (99)
10. Ellenberg (88)
11. Ellweiler (329)
12. Gimbweiler (396)
13. Gollenberg (124)
14. Hattgenstein (255)
15. Hoppstädten-Weiersbach (3362)
16. Kronweiler (321)
17. Leisel (540)
18. Meckenbach (108)
19. Niederbrombach (488)
20. Niederhambach (309)
21. Nohen (353)
22. Oberbrombach (387)
23. Oberhambach (275)
24. Rimsberg (128)
25. Rinzenberg (319)
26. Rötsweiler-Nockenthal (444)
27. Schmißberg (204)
28. Schwollen (449)
29. Siesbach (347)
30. Sonnenberg-Winnenberg (423)
31. Wilzenberg-Hußweiler (293)

- 3. Verbandsgemeinde Herrstein-Rhaunen

1. Allenbach (649)
2. Asbach (135)
3. Bergen (487)
4. Berschweiler bei Kirn (268)
5. Bollenbach (130)
6. Breitenthal (347)
7. Bruchweiler (533)
8. Bundenbach (876)
9. Dickesbach (412)
10. Fischbach (917)
11. Gerach (248)
12. Gösenroth (239)
13. Griebelschied (170)
14. Hausen (168)
15. Hellertshausen (203)
16. Herborn (516)
17. Herrstein * (807)
18. Hettenrodt (644)
19. Hintertiefenbach (324)
20. Horbruch (361)
21. Hottenbach (550)
22. Kempfeld (766)
23. Kirschweiler (1057)
24. Krummenau (155)
25. Langweiler (243)
26. Mackenrodt (350)
27. Mittelreidenbach (750)
28. Mörschied (735)
29. Niederhosenbach (294)
30. Niederwörresbach (820)
31. Oberhosenbach (121)
32. Oberkirn (330)
33. Oberreidenbach (586)
34. Oberwörresbach (116)
35. Rhaunen (2283)
36. Schauren (478)
37. Schmidthachenbach (376)
38. Schwerbach (54)
39. Sensweiler (410)
40. Sien (550)
41. Sienhachenbach (184)
42. Sonnschied (113)
43. Stipshausen (824)
44. Sulzbach (293)
45. Veitsrodt (695)
46. Vollmersbach (449)
47. Weiden (81)
48. Weitersbach (85)
49. Wickenrodt (163)
50. Wirschweiler (295)

Ehemalige Gemeinden
- Die Gemeinden Aulenbach, Ausweiler, Breungenborn, Ehlenbach, Erzweiler, Frohnhausen, Grünbach, Ilgesheim, Kefersheim, Mambächel, Oberjeckenbach, Ronnenberg, Wickenhof und Wieselbach wurden Ende der 1930er Jahre für die Errichtung des Truppenübungsplatzes Baumholder aufgelöst; am 1. Januar 1978 auch die Gemeinde Zaubach.
- Die Gemeinde Sienerhöfe wurde am 1. April 1939 in die Gemeinde Sien eingegliedert.
- Die Gemeinde Gollenberg-Ellenberg wurde am 1. Mai 1952 in ihre beiden Bestandteile aufgespalten.
- Die Gemeinde Elchweiler-Schmißberg wurde 1962 in ihre beiden Bestandteile aufgespalten.
- Die Gemeinden Enzweiler, Göttschied, Hammerstein und Regulshausen wurden am 7. Juni 1969 in die Stadt Idar-Oberstein eingegliedert.
- Die Gemeinden Georg-Weierbach, Kirchenbollenbach, Mittelbollenbach, Nahbollenbach und Weierbach wurden am 7. November 1970 in die Stadt Idar-Oberstein eingegliedert.

Siehe auch
- Liste der Kommunen im Landkreis Birkenfeld
- Liste der Orte im Landkreis Birkenfeld

## Kfz-Kennzeichen
Am 1. Juli 1956 wurde dem Landkreis bei der Einführung der bis heute gültigen Kfz-Kennzeichen das Unterscheidungszeichen BIR zugewiesen. Es wird durchgängig bis heute ausgegeben.